# Asticta glycyrrhizae
Asticta glycyrrhizae là một loài bướm đêm trong họ Erebidae.